# Rocasaurus
Rocasaurus là một chi khủng long, được Salgado & Azpilicueta mô tả khoa học năm 2000.